# Malte Gårdinger
Malte Lars Isidor Myrenberg Gårdinger (Estocolmo, 23 de julho de 2000) é um ator sueco. Ele estreou na TV sueca atuando na série Sune i fjällen em 2014. Malte também atou nas séries "Sjukt oklar", "Morden i Sandhamn" e em 2021 estreou na Netflix na série Young Royals, na qual interpreta o antagonista August. É filho do famoso ator sueco Pontus Gårdinger.

## Filmografia
- 2014 - Sune i fjällen
- 2017 Jordskott -  (TV Series)
- 2017 - Fate - Filme
- 2020 - Sjukt oklar (TV series)
- 2020 - Morden i Sandhamn (TV series)
- 2020 - Skitsamma (TV series)
- 2021 - Young Royals (TV Series)[2]
- 2021 - Triangle of Sadness (em pós-produção)